# Женска фудбалска репрезентација Француске
Женска фудбалска репрезентација Француске (фр. Équipe de France féminine de football) је национални фудбалски тим који представља Француску на међународним такмичењима и под контролом је Фудбалског савеза Француске (фр. Fédération Française de Football), владајућег тела за фудбал у Француској. Француска се такмичи као члан УЕФА на разним међународним фудбалским турнирима као што су ФИФА Светско првенство за жене, УЕФА Европско првенство за жене, Летње олимпијске игре и Куп Алгарвеа.
Женска репрезентација Француске у почетку се мучила на међународној сцени не успевши да се квалификује за три прва ФИФА светска првенства за жене и шест узастопних УЕФА европских првенстава пре него што је стигла до четвртфинала у издању такмичења 1997. године. Међутим, од почетка новог миленијума, Француска је постала један од најконзистентнијих тимова у Европи, пошто се квалификовала за своје прво Светско првенство у фудбалу за жене 2003. и стигла до четвртфинала на два од три европска првенства одржана од 2000. 2011. Француска је освојила четврто место на Светском првенству у фудбалу за жене 2011. године, уједно и најбољи резултат у целини на такмичењу. Следеће године, тим је освојио Куп Кипра 2012. и четврто место на Олимпијском фудбалском турниру за жене.
Корин Дијак је менаџерка репрезентације од 30. августа 2017. Тренутни капитен репрезентације је везиста Амандин Анри.

## Историја
Године 1919. у Француској је установљено женско фудбалско првенство од стране Женског спортског удружења Француске (ФСФСФ) фр. Fédération des Sociétés Féminines Sportives de France (FSFSF). Дана 29. априла 1920. године, тим који је предводила француска фудбалска пионирка Алис Милат отпутовала је у Енглеску и одиграла своју прву међународну утакмицу против енглеског тима Дик, Керс Лејдис. Меч, одржан у Престону, привукао је више од 25.000 гледалаца. Француска је победила са 2 : 0 и завршила турнеју са две победе, једним ремијем и једним поразом. Следеће године, реванш меч у Француској на стадиону Першинг у Венсену, предграђу Париза, одиграо се пред преко 12.000 гледалаца. Утакмица је завршена нерешеним резултатом 1 : 1. У мају 1921. године Француска се вратила у Енглеску на пријатељске реванш утакмице. Француска је у првом мечу победила резултатом 5 : 1, а затим је претрпела три узастопна пораза. Октобра 1921. енглески тим се вратио у Француску са мечевима у Паризу и Авру, при чему су се оба меча завршила нерешено. Упркос томе што је Фудбалски савез у децембру 1921. забранио женски фудбал у Енглеској, Француска је наставила да иде тамо на турнеје да игра утакмице. После победе Француза у Плимуту, уследили су нерешени резултати од 0 : 0 у Ексетеру и Фалмуту. До 1932. године, женска игра је прекинута, а женска лига коју је 1919. формирао ФСФСФ је прекинута. Последњи меч међународног тима ФСФСФ био је још један нерешен резултат против Белгије 3. априла 1932.
Током касних 1960-их у Француској, посебно у Ремсу, локални играчи су радили на промовисању свести и прихватања женског фудбала. Годину дана пре званичног санкционисања, Француска је учествовала у импровизованом Европском купу против Енглеске, Данске и Италије. Турнир су освојили Италијани. Савезни савет Француске фудбалске федерације званично је поново успоставио женски фудбал 1970. године, а Француска је одиграла своју прву званичну међународну утакмицу 17. априла 1971. против Холандије у Азебруку. Исте године Француска је учествовала на незваничном Светском првенству за жене 1971. одржаном у Мексику. Даме су наставиле са незваничним утакмицама, које су управо доспеле на маргине ФИФА-ине евиденције, све док ФИФА није почела да надгледа такмичење 1991. Од 1982. године, УЕФА управља европским играма.

## Достигнућа
Утакмице и голови од 18. јула 2022.
Играчи чија су имена означена подебљаним словима су и даље активни, барем на клупском нивоу.
| #  | Име               | Период    | Утакмица | Голова |
| -- | ----------------- | --------- | -------- | ------ |
| 1  | Сандрин Собејранд | 1997–2013 | 198      | 17     |
| 2  | Елиз Бусаж        | 2003–2019 | 192      | 30     |
| 3  | Лаура Жерже       | 2001–2018 | 188      | 7      |
| 4  | Камил Абили       | 2001–2017 | 183      | 37     |
| 5  | Јуџин Ле Сомер    | 2009–     | 175      | 86     |
| 6  | Гаетан Тинеј      | 2007–     | 163      | 58     |
| 7  | Сонја Бомпастор   | 2000–2012 | 156      | 19     |
| 8  | Сара Боади        | 2004–     | 149      | 0      |
| 9  | Луиса Кадамур     | 2005–2016 | 145      | 36     |
| 10 | Елоди Томис       | 2005–2017 | 141      | 32     |

| #  | Име               | Период    | Голова | Утакмица | Просек |
| -- | ----------------- | --------- | ------ | -------- | ------ |
| 1  | Јуџин Ле Сомер    | 2009–     | 86     | 175      | 0.49   |
| 2  | Маринет Пишон     | 1994–2008 | 81     | 112      | 0.72   |
| 3  | Мари-Лауре Делије | 2009–2017 | 65     | 123      | 0.53   |
| 4  | Гаетан Тини       | 2007–     | 58     | 163      | 0.36   |
| 5  | Камил Абил        | 2001–2017 | 37     | 183      | 0.2    |
| 6  | Луиса Кадамур     | 2005–2016 | 36     | 145      | 0.25   |
| 7  | Венди Ренар       | 2011–     | 33     | 134      | 0.25   |
| 8  | Елоди Томис       | 2005–2017 | 32     | 141      | 0.23   |
| 9  | Ода Латаф         | 1997–2007 | 31     | 111      | 0.28   |
| 10 | Елиз Бусагли      | 2003–2019 | 30     | 192      | 0.16   |

## Такмичарски рекорд

### Светско првенство за жене
| Светско првенство у фудбалу за жене − резултати | Светско првенство у фудбалу за жене − резултати | Светско првенство у фудбалу за жене − резултати | Светско првенство у фудбалу за жене − резултати | Светско првенство у фудбалу за жене − резултати | Светско првенство у фудбалу за жене − резултати | Светско првенство у фудбалу за жене − резултати | Светско првенство у фудбалу за жене − резултати | Светско првенство у фудбалу за жене − резултати |                               | Квалификациони резултати      | Квалификациони резултати      | Квалификациони резултати      | Квалификациони резултати      | Квалификациони резултати      | Квалификациони резултати |
| Година                                          | Резултат                                        | Позиција                                        | Ута                                             | Поб                                             | Нер*                                            | Изг                                             | ГД                                              | ГП                                              | Ута                           | Поб                           | Нер*                          | Изг                           | ГД                            | ГП                            |                          |
| 1991                                            | Нису се квалификовале                           | Нису се квалификовале                           | Нису се квалификовале                           | Нису се квалификовале                           | Нису се квалификовале                           | Нису се квалификовале                           | Нису се квалификовале                           | Нису се квалификовале                           | УЕФА 1991                     | УЕФА 1991                     | УЕФА 1991                     | УЕФА 1991                     | УЕФА 1991                     | УЕФА 1991                     |                          |
| 1995                                            | Нису се квалификовале                           | Нису се квалификовале                           | Нису се квалификовале                           | Нису се квалификовале                           | Нису се квалификовале                           | Нису се квалификовале                           | Нису се квалификовале                           | Нису се квалификовале                           | УЕФА 1995                     | УЕФА 1995                     | УЕФА 1995                     | УЕФА 1995                     | УЕФА 1995                     | УЕФА 1995                     |                          |
| 1999                                            | Нису се квалификовале                           | Нису се квалификовале                           | Нису се квалификовале                           | Нису се квалификовале                           | Нису се квалификовале                           | Нису се квалификовале                           | Нису се квалификовале                           | Нису се квалификовале                           | 6                             | 2                             | 2                             | 2                             | 9                             | 7                             |                          |
| 2003                                            | Групна фаза                                     | 9.                                              | 3                                               | 1                                               | 1                                               | 1                                               | 2                                               | 3                                               | 10                            | 7                             | 1                             | 2                             | 16                            | 10                            |                          |
| 2007                                            | Није се квалификовала                           | Није се квалификовала                           | Није се квалификовала                           | Није се квалификовала                           | Није се квалификовала                           | Није се квалификовала                           | Није се квалификовала                           | Није се квалификовала                           | 8                             | 5                             | 2                             | 1                             | 15                            | 4                             |                          |
| 2011                                            | Четврто место                                   | 4.                                              | 6                                               | 2                                               | 1                                               | 3                                               | 10                                              | 10                                              | 12                            | 11                            | 1                             | 0                             | 53                            | 2                             |                          |
| 2015                                            | Четвртфинале                                    | 5.                                              | 5                                               | 3                                               | 1                                               | 1                                               | 10                                              | 3                                               | 10                            | 10                            | 0                             | 0                             | 54                            | 3                             |                          |
| 2019                                            | Четвртфинале                                    | 6.                                              | 5                                               | 4                                               | 0                                               | 1                                               | 10                                              | 4                                               | Квалификовале се као домаћини | Квалификовале се као домаћини | Квалификовале се као домаћини | Квалификовале се као домаћини | Квалификовале се као домаћини | Квалификовале се као домаћини |                          |
| 2023                                            | Квалификовале се                                | Квалификовале се                                | Квалификовале се                                | Квалификовале се                                | Квалификовале се                                | Квалификовале се                                | Квалификовале се                                | Квалификовале се                                | У току                        | У току                        | У току                        | У току                        | У току                        | У току                        |                          |
| Укупно                                          | 4/9                                             | 0 Титула                                        | 19                                              | 10                                              | 3                                               | 6                                               | 32                                              | 20                                              | 46                            | 35                            | 6                             | 5                             | 147                           | 26                            |                          |

*Жребови укључују утакмице где је одлука пала извођењем једанаестераца.

### Европско првенство у фудбалу за жене
| Европско првенство у фудбалу за жене − резултати | Европско првенство у фудбалу за жене − резултати | Европско првенство у фудбалу за жене − резултати | Европско првенство у фудбалу за жене − резултати | Европско првенство у фудбалу за жене − резултати | Европско првенство у фудбалу за жене − резултати | Европско првенство у фудбалу за жене − резултати | Европско првенство у фудбалу за жене − резултати | Европско првенство у фудбалу за жене − резултати |     | Квалификациони резултати | Квалификациони резултати | Квалификациони резултати | Квалификациони резултати | Квалификациони резултати | Квалификациони резултати |
| Година                                           | Коло                                             | Позиција                                         | Ута                                              | Поб                                              | Нер*                                             | Изг                                              | ГД                                               | ГП                                               | Ута | Поб                      | Нер                      | Изг                      | ГД                       | ГП                       |                          |
| 1984                                             | Нису се квалификовале                            | Нису се квалификовале                            | Нису се квалификовале                            | Нису се квалификовале                            | Нису се квалификовале                            | Нису се квалификовале                            | Нису се квалификовале                            | Нису се квалификовале                            | 6   | 2                        | 3                        | 1                        | 4                        | 4                        |                          |
| 1987                                             | Нису се квалификовале                            | Нису се квалификовале                            | Нису се квалификовале                            | Нису се квалификовале                            | Нису се квалификовале                            | Нису се квалификовале                            | Нису се квалификовале                            | Нису се квалификовале                            | 6   | 1                        | 0                        | 5                        | 7                        | 15                       |                          |
| 1989                                             | Нису се квалификовале                            | Нису се квалификовале                            | Нису се квалификовале                            | Нису се квалификовале                            | Нису се квалификовале                            | Нису се квалификовале                            | Нису се квалификовале                            | Нису се квалификовале                            | 10  | 4                        | 4                        | 2                        | 15                       | 3                        |                          |
| 1991                                             | Нису се квалификовале                            | Нису се квалификовале                            | Нису се квалификовале                            | Нису се квалификовале                            | Нису се квалификовале                            | Нису се квалификовале                            | Нису се квалификовале                            | Нису се квалификовале                            | 4   | 2                        | 0                        | 2                        | 6                        | 7                        |                          |
| 1993                                             | Нису се квалификовале                            | Нису се квалификовале                            | Нису се квалификовале                            | Нису се квалификовале                            | Нису се квалификовале                            | Нису се квалификовале                            | Нису се квалификовале                            | Нису се квалификовале                            | 4   | 1                        | 1                        | 2                        | 7                        | 10                       |                          |
| 1995                                             | Нису се квалификовале                            | Нису се квалификовале                            | Нису се квалификовале                            | Нису се квалификовале                            | Нису се квалификовале                            | Нису се квалификовале                            | Нису се квалификовале                            | Нису се квалификовале                            | 6   | 4                        | 1                        | 1                        | 9                        | 3                        |                          |
| 1997                                             | Групна фаза                                      | 6.                                               | 3                                                | 1                                                | 1                                                | 1                                                | 4                                                | 5                                                | 8   | 4                        | 3                        | 1                        | 14                       | 6                        |                          |
| 2001                                             | Групна фаза                                      | 7.                                               | 3                                                | 1                                                | 0                                                | 2                                                | 5                                                | 7                                                | 6   | 4                        | 2                        | 0                        | 10                       | 5                        |                          |
| 2005                                             | Групна фаза                                      | 6.                                               | 3                                                | 1                                                | 1                                                | 1                                                | 4                                                | 5                                                | 8   | 7                        | 0                        | 1                        | 32                       | 7                        |                          |
| 2009                                             | Четвртфинале                                     | 8.                                               | 4                                                | 1                                                | 2                                                | 1                                                | 5                                                | 7                                                | 8   | 7                        | 0                        | 1                        | 31                       | 2                        |                          |
| 2013                                             | Четвртфинале                                     | 5.                                               | 4                                                | 3                                                | 1                                                | 0                                                | 8                                                | 2                                                | 8   | 8                        | 0                        | 0                        | 32                       | 2                        |                          |
| 2017                                             | Четвртфинале                                     | 6.                                               | 4                                                | 1                                                | 2                                                | 1                                                | 3                                                | 3                                                | 8   | 8                        | 0                        | 0                        | 27                       | 0                        |                          |
| 2022                                             | Квалификовали се                                 | Квалификовали се                                 | Квалификовали се                                 | Квалификовали се                                 | Квалификовали се                                 | Квалификовали се                                 | Квалификовали се                                 | Квалификовали се                                 | 8   | 7                        | 1                        | 0                        | 44                       | 0                        |                          |
| Укупно                                           | 6/13                                             | 0 Титула                                         | 21                                               | 8                                                | 7                                                | 6                                                | 29                                               | 29                                               | 90  | 59                       | 15                       | 16                       | 238                      | 64                       |                          |

*Жребови укључују утакмице где је одлука пала извођењем једанаестераца.

### Олимпијске игре
| Олимпијске игре − резултати | Олимпијске игре − резултати   | Олимпијске игре − резултати   | Олимпијске игре − резултати   | Олимпијске игре − резултати   | Олимпијске игре − резултати   | Олимпијске игре − резултати   | Олимпијске игре − резултати   | Олимпијске игре − резултати   |
| Година                      | Резултат                      | Позиција                      | Ута                           | Поб                           | Нер*                          | Изг                           | ГД                            | ГП                            |
| --------------------------- | ----------------------------- | ----------------------------- | ----------------------------- | ----------------------------- | ----------------------------- | ----------------------------- | ----------------------------- | ----------------------------- |
| 1996                        | Нису се квалификовале         | Нису се квалификовале         | Нису се квалификовале         | Нису се квалификовале         | Нису се квалификовале         | Нису се квалификовале         | Нису се квалификовале         | Нису се квалификовале         |
| 2000                        | Нису се квалификовале         | Нису се квалификовале         | Нису се квалификовале         | Нису се квалификовале         | Нису се квалификовале         | Нису се квалификовале         | Нису се квалификовале         | Нису се квалификовале         |
| 2004                        | Нису се квалификовале         | Нису се квалификовале         | Нису се квалификовале         | Нису се квалификовале         | Нису се квалификовале         | Нису се квалификовале         | Нису се квалификовале         | Нису се квалификовале         |
| 2008                        | Нису се квалификовале         | Нису се квалификовале         | Нису се квалификовале         | Нису се квалификовале         | Нису се квалификовале         | Нису се квалификовале         | Нису се квалификовале         | Нису се квалификовале         |
| 2012                        | Четврто место                 | 4.                            | 6                             | 3                             | 0                             | 3                             | 11                            | 8                             |
| 2016                        | Четвртфинале                  | 6.                            | 4                             | 2                             | 0                             | 2                             | 7                             | 2                             |
| 2020                        | Нису се квалификовале         | Нису се квалификовале         | Нису се квалификовале         | Нису се квалификовале         | Нису се квалификовале         | Нису се квалификовале         | Нису се квалификовале         | Нису се квалификовале         |
| 2024                        | Квалификовале се као домаћини | Квалификовале се као домаћини | Квалификовале се као домаћини | Квалификовале се као домаћини | Квалификовале се као домаћини | Квалификовале се као домаћини | Квалификовале се као домаћини | Квалификовале се као домаћини |
| Укупно                      | 3/7                           | 0 Титула                      | 10                            | 5                             | 0                             | 5                             | 18                            | 10                            |

*Жребови укључују утакмице где је одлука пала извођењем једанаестераца.